# Isopterygium fallax
Isopterygium fallax är en bladmossart som beskrevs av Fleischer 1923. Isopterygium fallax ingår i släktet Isopterygium och familjen Hypnaceae. Inga underarter finns listade i Catalogue of Life.